# Reay Tannahill
Reay Tannahill, nota anche con lo pseudonimo di Annabel Laine (Glasgow, 9 dicembre 1929 – Londra, 2 novembre 2007), è stata una scrittrice e storica britannica.

## Biografia
Nata e cresciuta in Scozia, ha studiato alla Shawlands Academy di Glasgow. Ha conseguito un master in storia e una specializzazione in scienze sociali presso l'Università di Glasgow. Prima di intraprendere la professione di scrittrice ha lavorato come addetta alla sorveglianza, copywriter pubblicitaria, giornalista, ricercatrice storica e grafica. Ha pubblicato il suo primo romanzo di saggistica nel 1964, dal titolo Regency England: The Great Age of the Colour Print.
Nel corso della sua carriera ha scritto diversi libri di saggistica e storia, anche se è conosciuta principalmente per aver scritto i bestseller Food in history (1969), tradotto in oltre dodici lingue e Sex in history (1980). Con quest'ultimo ha vinto, nel 2002, il premio "Chianti Ruffino Antico Fattore". 
Nel 1990 con il libro Passing Glory ha vinto il premio "Romantic Novel of the Year Award" conferito dalla Romantic Novelists' Association. Ha fatto parte dell'Arts Club and the Authors' Club, di cui è stata presidente dal 1997 al 2000.

## Opere
- Regency England: The Great Age of the Colour Print, Folio Society, Londra, 1964
- Paris in the Revolution: A Collection of Eye-witness Accounts, Folio Society, Londra, 1966
- The Fine Art of Food, AS Barnes & Co, New York, 1969
- Food in History, Stein and Day, New York, 1973
- Flesh & Blood: A History of the Cannibal Complex, Hamish Hamilton, Londra, 1975
- Storia dei costumi sessuali [Sex in History], traduzione di Anna Sordelli, Milano, Rizzoli, 1985  [1980], ISBN 88-17-11631-9.
- A Dark and Distant Shore, Penguin Books, Harmondsworth, 1983
- The World, the Flesh and the Devil, Penguin Books, Harmondsworth, 1985
- Passing Glory, Penguin Books, Londra, 1989
- In Still and Stormy Waters, Penguin Books, Londra, 1992
- Return of the Stranger, Orion Publishing Group, Londra (1995)
- Fatal Majesty: A Novel of Mary, Queen of Scots, St. Martin's Press, New York, 1998
- The Seventh Son, Review, Londra, 2001
- Having the Builders in, Review, Londra, 2006
- Having the Decorators in, Review, Londra, 2007